# Zenes
Zenes o Zenas (en grec antic: Ζηνᾶς, llatí: Zenas) fou un escultor grec conegut per les inscripcions que hi ha en dos busts al Museu Capitolí. Probablement un d'aquestos busts era de l'emperador Clodi Albí o de l'emperador Macrí.
Va viure, se suposa, al començament del segle iii, i per una inscripció trobada es pensa que podria ser nadiu d'Afrodísias, igual que Zenó, on els noms de Zenes i Zenó eren comuns.